# Långsjön (Askersunds socken, Närke, 652832-144015)
Långsjön är en sjö i Askersunds kommun i Närke och ingår i Motala ströms huvudavrinningsområde. Sjön har en area på 0,157 kvadratkilometer och ligger 136,3 meter över havet.

## Delavrinningsområde
Långsjön ingår i det delavrinningsområde (652604-144125) som SMHI kallar för Mynnar i Vättern. Medelhöjden är 134 meter över havet och ytan är 70,34 kvadratkilometer. Det finns ett avrinningsområde uppströms, och räknas det in blir den ackumulerade arean 83,05 kvadratkilometer. Dohnaforsån som avvattnar avrinningsområdet har biflödesordning 3, vilket innebär att vattnet flödar genom totalt 3 vattendrag innan det når havet efter 160 kilometer. Avrinningsområdet består mestadels av skog (74 procent) och jordbruk (11 procent). Avrinningsområdet har 2,66 kvadratkilometer vattenytor vilket ger det en sjöprocent på 3,8 procent.